# Erik Hassle
Erik Hassle (* 26. August 1988 in Katrineholm) ist ein schwedischer Sänger und Songwriter. 

## Leben
Hassle besuchte das Musikgymnasium Rytmus in Stockholm, wo er verschiedene Instrumente zu spielen lernte und seine Gesangsstimme ausbildete. Im Jahr 2008 unterzeichnete er bei der schwedischen Plattenfirma Roxy Recordings einen Plattenvertrag, im Jahr 2009 unterzeichnete er einen internationalen Plattenvertrag bei Island Records und Universal Republic. Er lebt in London. Im Herbst 2010 bot ihm Joakim Berg von der schwedischen Band Kent an, gemeinsam ein paar Lieder zu schreiben. So entstand das Minialbum Mariefred Sessions, das im Frühjahr 2011 erschienen ist.
Hassles erste Single „Hurtful“ schaffte es in den schwedischen Charts auf Rang 11.

## Diskografie
Alben
- Hassle (19. August 2009 in Schweden veröffentlicht)
- Mariefred Sessions (2011)
- We Dance (2012)

Singles
- Hurtful (6. Mai 2008 in Schweden veröffentlicht)
- Don’t Bring Flowers After I'm Dead (2009)
- Standing Where You Left Me (2010)
- Are You Leaving (2010)
- No Words (2015)